# Rio Borrachudo
Rio Borrachudo är ett vattendrag i Brasilien.   Det ligger i delstaten Minas Gerais, i den sydöstra delen av landet, 400 km sydost om huvudstaden Brasília.
Runt Rio Borrachudo är det ganska glesbefolkat, med 31 invånare per kvadratkilometer.